# Charlie Hebdo

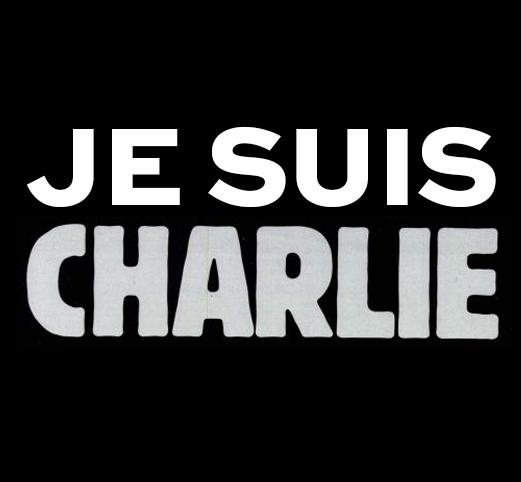
Sloganul „Je suis Charlie” (tr. „eu sunt Charlie”), difuzat pe rețelele de socializare după atac.

Charlie Hebdo este o revistă satirică franceză, cu apariție săptămânală, care publică în mare parte ilustrații (caricaturi și desene), dar și reportaje, articole controversate și glume. Având puternice vederi de stânga și anti-religioase, revista este caracterizată de poziția ei critică față de islamism, catolicism, iudaism și extremismul de dreapta.
Revista a fost fondată în 1969, apărând până în 1981. După o întrerupere de peste zece ani, publicarea a fost reluată în  1992. Conducătorii ei au fost François Cavanna (1969–1981), Philippe Val (1992–2009) și Stéphane Charbonnier (2009-2014). 
Amenințată în mod repetat de fundamentaliștii islamiști, revista a răspuns la provocări menținându-și tonul satiric și punându-l pe Allah în ipostaze de nedescris.Sediul vechi a fost incendiat la 2 noiembrie 2011. La 7 ianuarie 2015, în timpul unei ședințe de redacție, a fost atacat și noul sediu din Paris al săptămânalului satiric. Atentatul împotriva revistei Charlie Hebdo s-a soldat cu 12 morți și 11 răniți, atacatorii fiind uciși după două zile de către forțele speciale ale poliției.

## Legături externe
- fr Charlie Hebdo